# Escoussens
Escoussens är en kommun i departementet Tarn i regionen Occitanien i södra Frankrike. Kommunen ligger i kantonen Labruguière som tillhör arrondissementet Castres. År 2022 hade Escoussens 611 invånare.

## Befolkningsutveckling
Antalet invånare i kommunen Escoussens
| Referens: INSEE |